# فلويد مايلز
فلويد مايلز (بالإنجليزية: Floyd Miles)‏ هو مغني أمريكي، ولد في 13 أبريل 1943 في دايتونا بيتش في الولايات المتحدة، وتوفي في 26 يناير 2018.

## وصلات خارجية
- الموقع الرسمي
- فلويد مايلز على موقع ميوزك برينز (الإنجليزية)
- فلويد مايلز على موقع ديسكوغز (الإنجليزية)